# Igrzyska Azjatyckie 2010
XVI Igrzyska Azjatyckie – zawody sportowe państw azjatyckich, które odbyły się w dniach 12–27 listopada 2010 w Kantonie w Chińskiej Republice Ludowej.  W programie zawodów znalazły się 42 dyscypliny. Maskotkami igrzysk były: A Xiang, A He, A Ru, A Yi i Le Yangyang. Oficjalna piosenka została skomponowana przez Wu Liqun i nosi tytuł "Reunion" ("Chongfeng" [重逢]) – została ona zaśpiewana przez Sun Nan i Bella Yao.
Pod względem liczby dyscyplin i konkurencji zawody są większą imprezą od igrzysk olimpijskich.
Kanton został wybrany na gospodarza XVI Igrzysk Azjatyckich 1 lipca 2004 roku w Dosze. Rywalami chińskiego miasta były Seul i Kuala Lumpur.

## Uczestnicy igrzysk
W XVI Igrzyskach Azjatyckich wzięło udział 45 reprezentacji, będących członkami Międzynarodowego Komitetu Olimpijskiego. W nawiasach podano liczbę uczestników danej reprezentacji. Wskutek zawieszenia Kuwejckiego Komitetu Olimpijskiego, reprezentanci Kuwejtu startowali pod flagą olimpijską.
| - Afganistan (64) - Bahrajn (89) - Bangladesz (152) - Bhutan (11) - Brunei (9) - Kambodża (21) - Chiny (967) - Hongkong (406) - Indie (674) - Indonezja (178) - Iran (381) - Irak (52) - Japonia (722) - Jordania (88) - Kazachstan (388) | - Kuwejt (215) - Kirgistan (136) - Liban (53) - Makau (174) - Malezja (344) - Malediwy (85) - Mongolia (244) - Mjanma (68) - Nepal (142) - Korea Północna (199) - Oman (52) - Pakistan (175) - Palestyna (41) - Filipiny (243) - Katar (292) | - Arabia Saudyjska (163) - Singapur (241) - Korea Południowa (801) - Sri Lanka (108) - Syria (46) - Chińskie Tajpej (393) - Tadżykistan (76) - Tajlandia (597) - Timor Wschodni (29) - Turkmenistan (111) - Zjednoczone Emiraty Arabskie (99) - Uzbekistan (268) - Wietnam (259) - Jemen (32) |

## Wyniki

### Poszczególne dyscypliny
| - Pływanie - Skoki do wody - Piłka wodna - Pływanie synchroniczne - Łucznictwo - Lekkoatletyka - Badminton - Baseball - Koszykówka - Kręgle - Boks - Kajakarstwo - Szachy - Bilard - Krykiet | - Kolarstwo - Sporty taneczne - Smocze łodzie - Jeździectwo - Szermierka - Piłka nożna - Golf - Gimnastyka - Piłka ręczna - Hokej na trawie - Judo - Kabaddi - Karate - Pięciobój nowoczesny - Sporty wrotkarskie | - Wioślarstwo - Rugby union - Żeglarstwo - Sepaktakraw - Strzelectwo - Softball - Squash - Tenis stołowy - Taekwondo - Tenis ziemny - Triathlon - Siatkówka - Podnoszenie ciężarów - Zapasy - Wushu |

## Klasyfikacja medalowa
| Miejsce | Reprezentacja                |     |     |     | Łącznie |
| 1       | Chiny                        | 199 | 119 | 98  | 416     |
| 2       | Korea Południowa             | 76  | 65  | 91  | 232     |
| 3       | Japonia                      | 46  | 74  | 94  | 216     |
| 4       | Iran                         | 20  | 14  | 25  | 59      |
| 5       | Kazachstan                   | 18  | 23  | 38  | 54      |
| 6       | Indie                        | 14  | 17  | 33  | 64      |
| 7       | Chińskie Tajpej              | 13  | 16  | 38  | 67      |
| 8       | Uzbekistan                   | 11  | 22  | 23  | 56      |
| 9       | Tajlandia                    | 11  | 9   | 32  | 52      |
| 10      | Malezja                      | 9   | 18  | 14  | 41      |
| 11      | Hongkong                     | 8   | 15  | 17  | 40      |
| 12      | Korea Północna               | 6   | 10  | 20  | 36      |
| 13      | Arabia Saudyjska             | 5   | 3   | 5   | 13      |
| 14      | Bahrajn                      | 5   | 0   | 4   | 9       |
| 15      | Indonezja                    | 4   | 9   | 13  | 26      |
| 16      | Singapur                     | 4   | 7   | 6   | 17      |
| 17      | Kuwejt                       | 4   | 6   | 1   | 11      |
| 18      | Katar                        | 4   | 5   | 7   | 16      |
| 19      | Filipiny                     | 3   | 4   | 9   | 16      |
| 20      | Pakistan                     | 3   | 2   | 3   | 8       |
| 21      | Mongolia                     | 2   | 5   | 9   | 16      |
| 22      | Mjanma                       | 2   | 5   | 3   | 10      |
| 23      | Jordania                     | 2   | 2   | 2   | 6       |
| 24      | Wietnam                      | 1   | 17  | 15  | 33      |
| 25      | Kirgistan                    | 1   | 2   | 2   | 5       |
| 26      | Makau                        | 1   | 1   | 4   | 6       |
| 27      | Bangladesz                   | 1   | 1   | 1   | 3       |
| 28      | Tadżykistan                  | 1   | 0   | 3   | 4       |
| 29      | Syria                        | 1   | 0   | 1   | 2       |
| 30      | Zjednoczone Emiraty Arabskie | 0   | 4   | 1   | 5       |
| 31      | Afganistan                   | 0   | 2   | 1   | 3       |
| 32      | Irak                         | 0   | 1   | 2   | 3       |
| 32      | Liban                        | 0   | 1   | 2   | 3       |
| 34      | Laos                         | 0   | 0   | 2   | 2       |
| 35      | Nepal                        | 0   | 0   | 1   | 1       |
| 35      | Oman                         | 0   | 0   | 1   | 1       |
| W sumie | W sumie                      | 477 | 479 | 621 | 1577    |